# Marder I
Marder I "Marten" (SdKfz 135) là tên một loại pháo tự hành chống tăng phục vụ lực lượng Đức Quốc xã trong thế chiến II.Marder I được trang bị pháo 75 mm.Phần lớn Marder I được lắp ráp trên khung thân xe tăng Lorraine 37L(một loại xe kéo pháo của quân Pháp mà quân Đức chiếm được hơn 300 chiếc khi nước Pháp thua trận.

## Lược sử ra đời

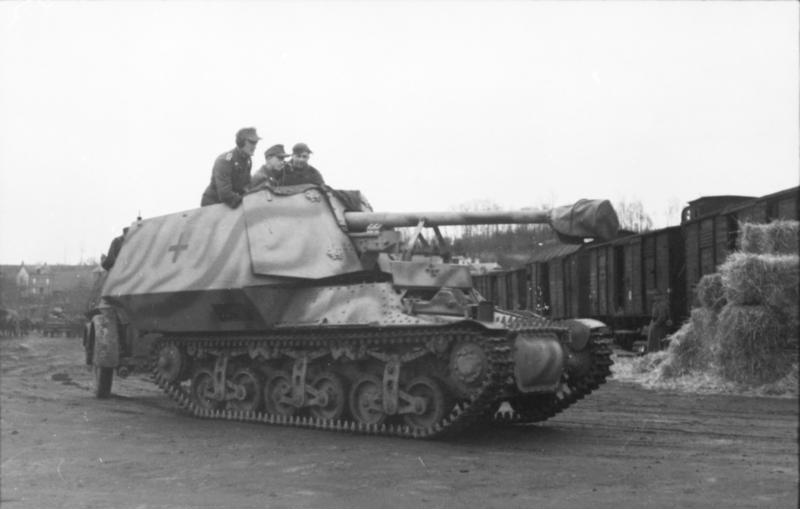
Marder I, 1943

Trong những giai đoạn đầu của chiến dịch Barbarossa, Wehrmacht cảm thấy phải cần những phương tiện chống tăng di động và mạnh hơn so với những pháo chống tăng kéo tời chậm chạp-dễ bị tiêu diệt hay loại pháo tự hành yếu ớt như Panzerjäger I.Điều này trở nên cấp bách khi quân đội Liên Xô đưa ra hai loại tăng mới có sức mạnh rất lớn là T-34 và KV.
Để tạm thời thay thế các loại pháo chống tăng kéo tời, quân đội Đức đã thiết kế ra những loại pháo tự hành chống tăng có hình dạng giống Panzer II và có thể thân sườn là xe Lorraine.Kết quả là sê-ri PTHCT Marder, được lắp ráp vũ khí là pháo 75 mm PaK 40 hoặc lựu pháo 76 mm M1936 (F-22) của quân đội Liên Xô(quân Đức chiếm được rất nhiều trong quá trình tác chiến).

## Phát triển

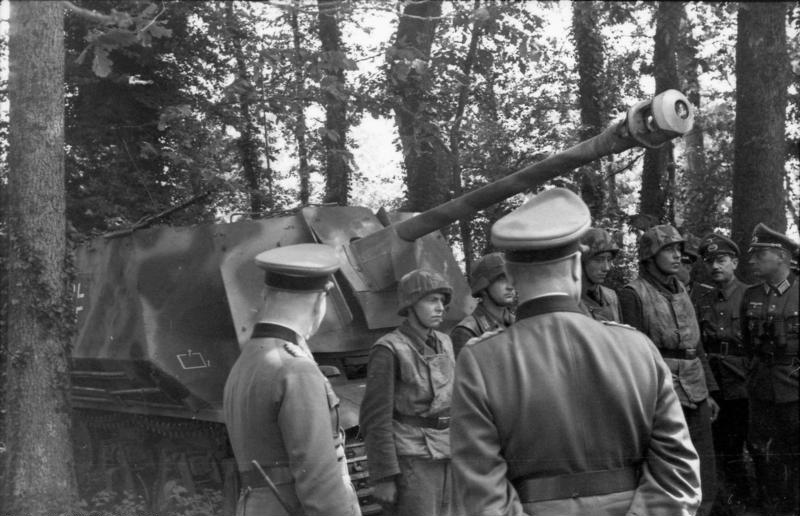
Marder I lắp ráp thân tăng hạng nhẹ Hotchkiss(bản cải tiến), 1944.

Marder I được phát triển vào tháng 5-năm 1942, nó được trang bị pháo chống tăng 75 mm PaK 40 và lắp trên khung xe kéo pháo Lorraine.Phần cấu trúc thuộc phần ngăn của kíp chiến đấu bị lược bỏ và thay vào đó là phần ngăn đóng-mở mới có lắp pháo;mặt trước phần ngăn này có bọc giáp để bảo vệ kíp chiến đấu khỏi hỏa lực bộ binh.
Giữa tháng 7 và tháng 8 năm 1942, 170 chiếc Marder I được sản xuất thuộc loại lắp trên mẫu khung  Lorraine.Một vài nước khác như Pháp và Ba Lan có cải tiến lại Marder I bằng cách thay thế mẫu khung bằng khung tăng hạng nhẹ Hotchkiss H39 và FCM 36, nhưng chúng chỉ được sản xuất với số lượng nhỏ.

## Lịch sử hoạt động
Chiếc Marder I lắp khung Lorraine đầu tiên được gửi đến mặt trận phía Đông vào năm 1942 và được phân bổ vào các sư đoàn Panzerjäger(chống tăng) và bộ binh.
Sau đây là danh sách các sư đoàn và tiểu đoàn bộ binh có sử dụng PTHCT Marder I, thời điểm trong bảng là phỏng đoán chứ không chính xác hoàn toàn.
| Sư đoàn                | Tiểu đoàn               | Thời điểm                        |
| ---------------------- | ----------------------- | -------------------------------- |
| Sư đoàn bộ binh số 31  | Pz. Jg.Abt.31           | tháng 8/năm 42 - tháng 12/năm 43 |
| Sư đoàn bộ binh số 35  | 2.Kp./Pz. Jg.Abt.35     | tháng 9/năm 42 - tháng 12/năm 43 |
| Sư đoàn bộ binh số 36  | 4.Kp./Pz. Jg.Abt.38     | tháng 12/năm 42 - tháng 6/năm 43 |
| Sư đoàn bộ binh số 72  | 3.Kp./Pz. Jg.Abt.72     | tháng 9/năm 42 - tháng 12/năm 43 |
| Sư đoàn bộ binh số 206 | 1./Pz. Jg.Schn. Abt.206 | tháng 1/năm 43 - tháng 12/năm 43 |
| Sư đoàn bộ binh số 256 | 5./Pz. Schnelle-Abt.256 | tháng 11/năm 42 - tháng 4/năm 44 |